# NGC 6955
NGC 6955 is een spiraalvormig sterrenstelsel in het sterrenbeeld Dolfijn. Het hemelobject werd op 28 juni 1863 ontdekt door de Duitse astronoom Albert Marth.

## Synoniemen
- UGC 11621
- ZWG 374.5
- NPM1G +02.0476
- PGC 65287